# Білбалтлаг
Біломорсько-Балтійський ВТТ (рос. БЕЛОМОРО-БАЛТИЙСКИЙ ИТЛ, Беломорско-Балтийский ИТЛ, Белбалтлаг, ББЛ) — виправно-трудовий табір, основним завданням якого було будівництво та обслуговування Біломорсько-Балтійського каналу.
Час існування: організований 16.11.31 на базі Соловецького ВТТ ОГПУ ;

закритий 18.09.41.

## Підпорядкування і дислокація
- ГУЛАГ ОДПУ з 16.11.31 ;
- УЛП (Управління лісової промисловості) ГУЛАГ з 09.03.39;
- УЛЛП НКВС з 26.02.41.

Дислокація: ст. Ведмежа гора (м. Медвеж'єгорськ) з 16.11.31;

с. Надвойці з 02.07.33 ;

м. Медвеж'єгорськ не пізніше 07.09.35.

## Виконувані роботи
- з 16.11.31 — будівництво Біломорсько-Балтійського каналу,
- лісозаготівлі та ведення сплавних робіт в Вигозерському басейні
- з 17.08.33 — обслуговування робіт Біломорсько-Балтійського комбінату ОДПУ-НКВС (ББК), зокрема: експлуатація Біломорсько-Балтійського каналу і освоєння прилеглої до нього території,
- будівництво Сегежського лісопаперохімічного комбінату (з осені 1935), Нижньотуломської ГЕС на р. Тулома, Мончегорського нікелевого комбінату (з літа 1937), Кондопожського спиртового заводу (листопад 1940), Сорокського порту,
- будівництво Ондської ГЕС, очисні роботи по Пудожстрою,
- будівництво судноверфі в Піндуші (на Онезькому оз.), судоремонтного заводу в Повенці, Медвеж'єгорського лісозаводу,
- суднобудування, виробництво товарів широкого вжитку, с/г, лов риби,
- будівництво залізничної гілки до ст. Монче-Тундра (нині м. Мончегорськ)

## Відомі в'язні
- Сергій Якович Алимов (29.03.1892 — 29.04.1948) — радянський поет-пісняр.
- Бенешевич Володимир Миколайович — візантініст, член-кореспондент Академії наук
- Бонч-Осмоловський Родіон Анатолійович — есер-максималіст, співробітник Державного плану БРСР
- Бялиницький-Біруля Олексій Андрійович — зоолог, член-кореспондент АН СРСР
- Гавриш Іван Степанович — бандурист, емігрант, останній кобзар Кубані
- Свашенко Петро Андрійович — український радянський журналіст, прозаїк та публіцист